# Liga de Campeones de fútbol sala de la UEFA 2021-22
La Liga de Campeones de fútbol sala de la UEFA 2021-22 fue la 36ª edición del máximo torneo de clubes de fútbol sala y la 4.ª bajo el nombre de Liga de Campeones de fútbol sala de la UEFA.
El torneo empezó el 21 de agosto de 2021 con los primeros partidos de la Ronda Preliminar y terminó el 1 de mayo de 2022 con la Fase Final.

## Formato
El torneo consta de cuatro rondas: Ronda Preliminar, Ronda Principal, Ronda Élite y Ronda Final.
La primera en jugarse es la Ronda Preliminar, donde en función del número de participantes, los equipos con menor clasificación pasan a disputar mini-torneos de tres o cuatro equipos bajo el sistema de liga que tienen lugar al inicio de la temporada. Cada mini-torneo lo acoge uno de los equipos que participa y cada conjunto juega ante los otros siendo el vencedor del grupo el que pasa a la siguiente ronda.
En la Ronda Principal, los ganadores de la ronda preliminar se unen al resto de participantes excepto a los cuatro conjuntos con una mejor clasificación, que entran en competición en la ronda élite. Los clubes se dividen en seis grupos de cuatro equipos y los mini-torneos vuelven a disputarse en una sede pero esta vez avanzan a la siguiente ronda los dos mejores de cada grupo.
En la Ronda Élite, los 12 equipos que provienen de la ronda principal se unen a los cuatro cabeza de serie y se forman cuatro grupos de cuatro equipos. Los ganadores de los mini-torneos, que se disputan en otoño, pasan a la fase final.
Los cuatro clasificados juegan la fase final y la sede es escogida entre los participantes en dicha fase. El torneo se juega en formato eliminatorio con las semifinales dos días antes de la final y el partido por el tercer puesto. Si el partido por el tercer y cuarto puesto acaba en empate tras los 40 minutos se irá directamente a los penaltis. En el resto de los partidos, se jugarán diez minutos de prórroga.

## Equipos participantes
Las tres primeras naciones de la clasificación, es decir, España, Portugal y Rusia, tienen derecho a inscribir dos equipos. Dado que el poseedor del trofeo pertenece a una de estas federaciones, Kazajistán, cuarto en la clasificación, también obtiene esta ventaja. Sus ocho representantes, se encuentran entre los 23 equipos con los coeficientes más altos y comienzan directamente desde la Ronda Principal. Los otros 32 parten de la ronda preliminar. Compiten 51 federaciones, las mismas que en la pasada edición.

### Ranking de asociaciones
Para la Liga de Campeones de fútbol sala de la UEFA 2021-22, el número de plazas de las diferentes asociaciones es asignado según su Coeficiente UEFA futsal de selecciones nacionales.
| Posición | Asociación           | Coef.    | Equipos |
| -------- | -------------------- | -------- | ------- |
| 1        | España               | 2204,047 | 2       |
| 2        | Portugal             | 2116,631 | 2       |
| 3        | Rusia                | 2098,095 | 2       |
| 4        | Kazajistán           | 2073,313 | 2       |
| 5        | Serbia               | 2012,285 | 1       |
| 6        | Azerbaiyán           | 1990,738 | 1       |
| 7        | Croacia              | 1958,361 | 1       |
| 8        | Italia               | 1928,482 | 1       |
| 9        | Ucrania              | 1896,725 | 1       |
| 10       | Rep. Checa           | 1872,788 | 1       |
| 11       | Eslovenia            | 1823,765 | 1       |
| 12       | Rumania              | 1790,859 | 1       |
| 13       | Hungría              | 1771,058 | 1       |
| 14       | Francia              | 1717,830 | 1       |
| 15       | Finlandia            | 1715,791 | 1       |
| 16       | Eslovaquia           | 1699,141 | 1       |
| 17       | Bielorrusia          | 1682,792 | 1       |
| 18       | Bosnia y Herzegovina | 1669,033 | 1       |
| 19       | Polonia              | 1643,059 | 1       |

| Posición | Asociación             | Coef.    | Equipos |
| -------- | ---------------------- | -------- | ------- |
| 20       | Países Bajos           | 1641,410 | 1       |
| 21       | Bélgica                | 1635,426 | 1       |
| 22       | Georgia                | 1627,160 | 1       |
| 23       | Letonia                | 1470,151 | 1       |
| 24       | Moldavia               | 1454,560 | 1       |
| 25       | República de Macedonia | 1423,493 | 1       |
| 26       | Albania                | 1336,154 | 1       |
| 27       | Noruega                | 1319,691 | 1       |
| 28       | Turquía                | 1276,953 | 1       |
| 29       | Inglaterra             | 1269,457 | 1       |
| 30       | Kosovo                 | 1264,428 | 1       |
| 31       | Montenegro             | 1260,291 | 1       |
| 32       | Suecia                 | 1235,426 | 1       |
| 33       | Dinamarca              | 1225,816 | 1       |
| 34       | Alemania               | 1181,253 | 1       |
| 35       | Suiza                  | 1168,489 | 1       |
| 36       | Grecia                 | 1164,918 | 1       |
| 37       | Armenia                | 1158,737 | 1       |
| 38       | Bulgaria               | 1153,228 | 1       |

| Posición | Asociación        | Coef.    | Equipos |
| -------- | ----------------- | -------- | ------- |
| 39       | Chipre            | 1145,801 | 1       |
| 40       | Lituania          | 1131,401 | 1       |
| 41       | Israel            | 1027,399 | 1       |
| 42       | Gales             | 1011,432 | 1       |
| 43       | Andorra           | 910,044  | 1       |
| 44       | San Marino        | 894,052  | 1       |
| 45       | Estonia           | 849,940  | 1       |
| 46       | Malta             | 837,308  | 1       |
| 47       | Escocia           | 816,083  | DNE     |
| 48       | Gibraltar         | 780,661  | 1       |
| 49       | Austria           | 728.018  | 1       |
| 50       | Irlanda del Norte | 724,015  | 1       |
| (NR)     | Luxemburgo        | --       | 1       |
| (NR)     | Irlanda           | --       | 1       |
| (NR)     | Islas Feroe       | --       | DNE     |
| (NR)     | Islandia          | --       | DNE     |
| (NR)     | Liechtenstein     | --       | DNE     |

Notas
- (DNE) - No obtiene ningún equipo participante
- (NR) - Sin posición (la asociación no participó en las competiciones utilizadas para calcular los coeficientes)

Kazajistán obtiene un equipo extra ya que el Sporting de Portugal, vigente campeón, pertenece a una de las tres primeras asociaciones.

### Lista de equipos
Lista de equipos por coeficiente UEFA.
| Posición | Equipo               | Coef.  | Ruta |
| -------- | -------------------- | ------ | ---- |
| 1        | FC Barcelona         | 71,501 | A    |
| Campeón  | Sporting de Portugal | 60,333 | A    |
| 2        | AFC Kairat           | 42,166 | A    |
| 3        | SL Benfica           | 39,666 | A    |
| 4        | Levante UD FS        | 33,834 | A    |
| 5        | MFK Tiumén           | 25,833 | A    |
| 6        | FK Dobovec           | 21,501 | A    |
| 7        | MFK Viz-Sinara       | 17,833 | A    |
| 8        | FC Atyrau            | 16,833 | A    |
| 9        | FK Kauno Žalgiris    | 12,000 | A    |
| 10       | Italservice          | 11,667 | A    |
| 11       | FP Halle-Gooik       | 10,500 | A    |
| 12       | Rekord Bielsko-Biała | 9,501  | B    |
| 13       | MK Olmissum          | 9,000  | B    |
| 14       | FC Mostar-Stari Grad | 6,500  | B    |
| 15       | CS United Galați     | 6,500  | B    |
| 16       | ACCS Futsal          | 5,917  | A    |
| 17       | SKI Plzeň            | 5,834  | A    |
| 18       | FK Lučenec           | 5,250  | A    |
| 19       | MFK Viten            | 4,667  | A    |
| 20       | Zaalvoetbal Hovocubo | 4,500  | A    |
| 21       | FC Leo               | 4,500  | A    |
| 22       | MFK Urahan           | 4,500  | A    |

| Posición | Equipo               | Coef. |
| -------- | -------------------- | ----- |
| 23       | St. Andrews FC       | 4,166 |
| 24       | TSV Weilimdorf       |       |
| 25       | Araz Naxçivan        | 3,500 |
| 26       | APOEL de Nicosia     |       |
| 27       | Futsal Gentofte      |       |
| 28       | Szombathelyi Haladás | 2,500 |
| 29       | Futsal Minerva       |       |
| 30       | KMF FON              | 2,333 |
| 31       | Kampuksen Dynamo     | 2,000 |
| 32       | FC Liqeni            | 2,000 |
| 33       | FC CIU               |       |
| 34       | FC Differdange 03    |       |
| 35       | KMF Proekt           |       |
| 36       | Doukas SAC           |       |
| 37       | Dinamo Chisinau      | 1,500 |
| 38       | SMS Viimsi           |       |
| 39       | Hammarby Fotboll     | 1,334 |

| Posición | Asociación      | Coef. |
| -------- | --------------- | ----- |
| 40       | Helvecia FC     |       |
| 41       | FK Raba         |       |
| 42       | Varna City FC   |       |
| 43       | KF Tirana       |       |
| 44       | FC Diamant Linz | 0,667 |
| 45       | Blue Magic FC   |       |
| 46       | FC Ashdod       |       |
| 47       | Utleira Futsal  |       |
| 48       | Tavşançalı SK   |       |
| 49       | Cefn Druids AFC |       |
| 50       | Europa FC       |       |
| 51       | KMF Titograd    |       |
| 52       | Sparta Belfast  |       |
| 53       | FC Fiorentino   |       |
| 54       | FC Encamp       |       |

## Ronda Preliminar

### Grupo A
Sede: Gevgelija,  Macedonia del Norte
| Equipo          | Pts | PJ | PG | PE | PP | GF | GC | Dif |
| --------------- | --- | -- | -- | -- | -- | -- | -- | --- |
| St. Andrews FC  | 9   | 3  | 3  | 0  | 0  | 18 | 0  | +18 |
| KMF Proekt      | 6   | 3  | 2  | 0  | 1  | 14 | 6  | +8  |
| Cefn Druids AFC | 3   | 3  | 1  | 0  | 2  | 6  | 15 | -9  |
| FC Ashdod       | 0   | 3  | 0  | 0  | 3  | 2  | 19 | -17 |

### Grupo B
Sede: Berna,  Suiza
| Equipo          | Pts | PJ | PG | PE | PP | GF | GC | Dif |
| --------------- | --- | -- | -- | -- | -- | -- | -- | --- |
| Dinamo Chisinau | 9   | 3  | 3  | 0  | 0  | 10 | 6  | +4  |
| Futsal Minerva  | 6   | 3  | 2  | 0  | 1  | 25 | 6  | +19 |
| Varna City FC   | 3   | 3  | 1  | 0  | 2  | 4  | 7  | -3  |
| FC Fiorentino   | 0   | 3  | 0  | 0  | 3  | 4  | 24 | -20 |

### Grupo C
Sede: Tirana,  Albania
| Equipo               | Pts | PJ | PG | PE | PP | GF | GC | Dif |
| -------------------- | --- | -- | -- | -- | -- | -- | -- | --- |
| Szombathelyi Haladás | 9   | 3  | 3  | 0  | 0  | 12 | 6  | +6  |
| FC Differdange 03    | 3   | 3  | 1  | 0  | 2  | 9  | 10 | -1  |
| KF Tirana            | 3   | 3  | 1  | 0  | 2  | 8  | 9  | -1  |
| Utleira Futsal       | 3   | 3  | 1  | 0  | 2  | 7  | 11 | -4  |

### Grupo D
Sede: Haabneeme,  Estonia
| Equipo           | Pts | PJ | PG | PE | PP | GF | GC | Dif |
| ---------------- | --- | -- | -- | -- | -- | -- | -- | --- |
| Hammarby Fotboll | 6   | 3  | 2  | 0  | 1  | 16 | 9  | +7  |
| Futsal Gentofte  | 6   | 3  | 2  | 0  | 1  | 12 | 11 | +1  |
| SMS Viimsi       | 6   | 3  | 2  | 0  | 1  | 16 | 7  | +9  |
| Sparta Belfast   | 0   | 3  | 0  | 0  | 3  | 5  | 22 | -17 |

### Grupo E
Sede: Podgorica,  Montenegro
| Equipo        | Pts | PJ | PG | PE | PP | GF | GC | Dif |
| ------------- | --- | -- | -- | -- | -- | -- | -- | --- |
| KMF FON       | 9   | 3  | 3  | 0  | 0  | 10 | 2  | +8  |
| KMF Titograd  | 6   | 3  | 2  | 0  | 1  | 6  | 3  | +3  |
| Blue Magic FC | 3   | 3  | 1  | 0  | 2  | 6  | 9  | -3  |
| FC CIU        | 0   | 3  | 0  | 0  | 3  | 2  | 10 | -8  |

### Grupo F
Sede: Salaspils,  Letonia
| Equipo           | Pts | PJ | PG | PE | PP | GF | GC | Dif |
| ---------------- | --- | -- | -- | -- | -- | -- | -- | --- |
| Kampuksen Dynamo | 7   | 3  | 2  | 1  | 0  | 23 | 7  | +16 |
| Araz Naxçivan    | 7   | 3  | 2  | 1  | 0  | 21 | 10 | +11 |
| FK Raba          | 3   | 3  | 1  | 0  | 2  | 12 | 16 | -4  |
| Europa FC        | 0   | 3  | 0  | 0  | 3  | 8  | 31 | -23 |

### Grupo G
Sede: Atenas,  Grecia
| Equipo           | Pts | PJ | PG | PE | PP | GF | GC | Dif |
| ---------------- | --- | -- | -- | -- | -- | -- | -- | --- |
| FC Diamant Linz  | 7   | 3  | 2  | 1  | 0  | 22 | 10 | +12 |
| Doukas SAC       | 7   | 3  | 2  | 1  | 0  | 13 | 6  | +7  |
| FC Encamp        | 3   | 3  | 1  | 0  | 2  | 2  | 16 | -14 |
| APOEL de Nicosia | 0   | 3  | 0  | 0  | 3  | 9  | 14 | -5  |

### Grupo H
Sede: Sindelfingen,  Alemania
| Equipo         | Pts | PJ | PG | PE | PP | GF | GC | Dif |
| -------------- | --- | -- | -- | -- | -- | -- | -- | --- |
| FC Liqeni      | 9   | 3  | 3  | 0  | 0  | 15 | 8  | +7  |
| TSV Weilimdorf | 6   | 3  | 2  | 0  | 1  | 19 | 11 | +8  |
| Helvecia FC    | 3   | 3  | 1  | 0  | 2  | 20 | 19 | +1  |
| Tavşançalı SK  | 0   | 3  | 0  | 0  | 3  | 4  | 20 | -16 |

## Ronda Principal

### Ruta A

#### Grupo 1
Sede: Lučenec,  Eslovaquia
| Equipo         | Pts | PJ | PG | PE | PP | GF | GC | Dif |
| -------------- | --- | -- | -- | -- | -- | -- | -- | --- |
| SL Benfica     | 9   | 3  | 3  | 0  | 0  | 17 | 3  | +14 |
| MFK Viz-Sinara | 6   | 3  | 2  | 0  | 1  | 5  | 5  | 0   |
| FP Halle-Gooik | 3   | 3  | 1  | 0  | 2  | 8  | 4  | +4  |
| FK Lučenec     | 0   | 3  | 0  | 0  | 3  | 2  | 20 | -18 |

#### Grupo 2
Sede: Podčetrtek,  Eslovenia
| Equipo               | Pts | PJ | PG | PE | PP | GF | GC | Dif |
| -------------------- | --- | -- | -- | -- | -- | -- | -- | --- |
| Sporting de Portugal | 9   | 3  | 3  | 0  | 0  | 18 | 5  | +13 |
| ACCS Futsal          | 6   | 3  | 2  | 0  | 1  | 14 | 8  | +6  |
| FK Dobovec           | 3   | 3  | 1  | 0  | 2  | 7  | 12 | -5  |
| FC Atyrau            | 0   | 3  | 0  | 0  | 3  | 2  | 16 | -14 |

#### Grupo 3
Sede: Kaunas,  Lituania
| Equipo            | Pts | PJ | PG | PE | PP | GF | GC | Dif |
| ----------------- | --- | -- | -- | -- | -- | -- | -- | --- |
| FC Barcelona      | 9   | 3  | 3  | 0  | 0  | 21 | 4  | +17 |
| Levante UD FS     | 4   | 3  | 1  | 1  | 1  | 8  | 12 | -4  |
| MFK Viten         | 2   | 3  | 0  | 2  | 1  | 6  | 10 | -4  |
| FK Kauno Žalgiris | 1   | 3  | 0  | 1  | 2  | 5  | 14 | -9  |

#### Grupo 4
Sede: Rímini,  Italia
| Equipo      | Pts | PJ | PG | PE | PP | GF | GC | Dif |
| ----------- | --- | -- | -- | -- | -- | -- | -- | --- |
| AFC Kairat  | 5   | 3  | 1  | 2  | 0  | 9  | 8  | +1  |
| SKI Plzeň   | 4   | 3  | 1  | 1  | 1  | 6  | 7  | -1  |
| MFK Tiumén  | 4   | 3  | 1  | 1  | 1  | 6  | 6  | 0   |
| Italservice | 3   | 3  | 1  | 0  | 2  | 8  | 8  | 0   |

### Ruta B

#### Grupo 5
Sede: Gżira,  Malta
| Equipo               | Pts | PJ | PG | PE | PP | GF | GC | Dif |
| -------------------- | --- | -- | -- | -- | -- | -- | -- | --- |
| Szombathelyi Haladás | 9   | 3  | 3  | 0  | 0  | 16 | 9  | +7  |
| Rekord Bielsko-Biała | 4   | 3  | 1  | 1  | 1  | 11 | 7  | +4  |
| St. Andrews FC       | 4   | 3  | 1  | 1  | 2  | 6  | 9  | -3  |
| Hammarby Fotboll     | 0   | 3  | 0  | 0  | 3  | 8  | 16 | -6  |

#### Grupo 6
Sede: Ivano-Frankivsk,  Ucrania
| Equipo           | Pts | PJ | PG | PE | PP | GF | GC | Dif |
| ---------------- | --- | -- | -- | -- | -- | -- | -- | --- |
| MFK Urahan       | 9   | 3  | 3  | 0  | 0  | 11 | 2  | +9  |
| Araz Naxçivan    | 4   | 3  | 1  | 1  | 1  | 12 | 11 | +1  |
| FC Liqeni        | 4   | 3  | 1  | 1  | 1  | 13 | 17 | -4  |
| CS United Galați | 0   | 3  | 0  | 0  | 3  | 7  | 13 | -6  |

#### Grupo 7
Sede: Omiš,  Croacia
| Equipo          | Pts | PJ | PG | PE | PP | GF | GC | Dif |
| --------------- | --- | -- | -- | -- | -- | -- | -- | --- |
| MK Olmissum     | 9   | 3  | 3  | 0  | 0  | 14 | 1  | +13 |
| KMF FON         | 3   | 3  | 1  | 0  | 2  | 12 | 7  | +5  |
| FC Leo          | 3   | 3  | 1  | 0  | 2  | 7  | 12 | -5  |
| FC Diamant Linz | 3   | 3  | 1  | 0  | 2  | 6  | 19 | -13 |

#### Grupo 8
Sede: Jablanica,  Bosnia y Herzegovina
| Equipo               | Pts | PJ | PG | PE | PP | GF | GC | Dif |
| -------------------- | --- | -- | -- | -- | -- | -- | -- | --- |
| Zaalvoetbal Hovocubo | 7   | 3  | 2  | 1  | 0  | 11 | 3  | +8  |
| Kampuksen Dynamo     | 5   | 3  | 2  | 1  | 0  | 12 | 4  | +8  |
| FC Mostar-Stari Grad | 4   | 3  | 1  | 1  | 1  | 11 | 8  | +3  |
| Dinamo Chisinau      | 0   | 3  | 0  | 0  | 3  | 4  | 23 | -19 |

## Ronda Élite
| Ronda Principal Ruta A | Ronda Principal Ruta A                    | Ronda Principal Ruta A                       | Ronda Principal Ruta A                                    |
| Grupos                 | Campeones (Posición de Cabeza de Serie 1) | Subcampeones (Posición de Cabeza de Serie 2) | Terceros clasificados (Posición de Cabeza de Serie 3 y 4) |
| ---------------------- | ----------------------------------------- | -------------------------------------------- | --------------------------------------------------------- |
| 1                      | SL Benfica                                | MFK Viz-Sinara                               | FP Halle-Gooik                                            |
| 2                      | Sporting de Portugal                      | ACCS Futsal                                  | FK Dobovec                                                |
| 3                      | FC Barcelona                              | Levante UD FS                                | MFK Viten                                                 |
| 4                      | AFC Kairat                                | SKI Plzeň                                    | MFK Tiumén                                                |

| Ronda Principal Ruta B | Ronda Principal Ruta B                        |
| Grupos                 | Campeones (Posición de Cabeza de Serie 3 y 4) |
| ---------------------- | --------------------------------------------- |
| 5                      | Szombathelyi Haladás                          |
| 6                      | MFK Urahan                                    |
| 7                      | MK Olmissum                                   |
| 8                      | Zaalvoetbal Hovocubo                          |

### Grupo A
Sede: Tiumén,  Rusia
| Equipo      | Pts | PJ | PG | PE | PP | GF | GC | Dif |
| ----------- | --- | -- | -- | -- | -- | -- | -- | --- |
| MFK Tiumén  | 9   | 3  | 3  | 0  | 0  | 11 | 6  | +5  |
| ACCS Futsal | 4   | 3  | 1  | 1  | 1  | 15 | 13 | +2  |
| AFC Kairat  | 4   | 3  | 1  | 1  | 1  | 8  | 8  | 0   |
| MFK Viten   | 0   | 3  | 0  | 0  | 3  | 9  | 16 | -7  |

### Grupo B
Sede: Lisboa,  Portugal
| Equipo               | Pts | PJ | PG | PE | PP | GF | GC | Dif |
| -------------------- | --- | -- | -- | -- | -- | -- | -- | --- |
| Sporting de Portugal | 7   | 3  | 2  | 1  | 0  | 12 | 4  | +8  |
| MFK Viz-Sinara       | 7   | 3  | 2  | 1  | 0  | 9  | 4  | +5  |
| MK Olmissum          | 3   | 3  | 1  | 0  | 2  | 7  | 9  | -2  |
| Zaalvoetbal Hovocubo | 0   | 3  | 0  | 0  | 3  | 6  | 17 | -11 |

### Grupo C
Sede: Pilsen,  República Checa
| Equipo         | Pts | PJ | PG | PE | PP | GF | GC | Dif |
| -------------- | --- | -- | -- | -- | -- | -- | -- | --- |
| FC Barcelona   | 9   | 3  | 3  | 0  | 0  | 19 | 7  | +12 |
| SKI Plzeň      | 3   | 3  | 1  | 0  | 2  | 9  | 9  | 0   |
| FP Halle-Gooik | 3   | 3  | 1  | 0  | 2  | 11 | 15 | -4  |
| FK Dobovec     | 3   | 3  | 1  | 0  | 2  | 6  | 14 | -8  |

### Grupo D
Sede: Lisboa,  Portugal
| Equipo               | Pts | PJ | PG | PE | PP | GF | GC | Dif |
| -------------------- | --- | -- | -- | -- | -- | -- | -- | --- |
| SL Benfica           | 9   | 3  | 3  | 0  | 0  | 15 | 5  | +10 |
| Szombathelyi Haladás | 3   | 3  | 1  | 0  | 2  | 9  | 11 | -2  |
| Levante UD FS        | 3   | 3  | 1  | 0  | 2  | 8  | 10 | -2  |
| MFK Urahan           | 3   | 3  | 1  | 0  | 2  | 5  | 11 | -6  |

## Ronda Final
Sede: Riga,  Letonia
Equipos clasificados:
| Ronda Élite | Ronda Élite          |
| Grupos      | Campeón              |
| ----------- | -------------------- |
| A           | ACCS Futsal          |
| B           | Sporting de Portugal |
| C           | FC Barcelona         |
| D           | SL Benfica           |

|  | Semifinales          | Semifinales          |   |                   | Final             | Final |  |
|  |                      |                      |   |                   |                   |       |  |
|  |                      |                      |   |                   |                   |       |  |
|  | 29 de abril de 2022  |                      |   |                   |                   |       |  |
|  | SL Benfica           | 4                    |   |                   |                   |       |  |
|  | FC Barcelona         | 5                    |   |                   |                   |       |  |
|  |                      |                      |   |                   |                   |       |  |
|  |                      |                      |   |                   | 1 de mayo de 2022 |       |  |
|  |                      |                      |   |                   | FC Barcelona      | 4     |  |
|  |                      | Sporting de Portugal | 0 |                   |                   |       |  |
|  |                      |                      |   |                   |                   |       |  |
|  |                      |                      |   |                   |                   |       |  |
|  |                      |                      |   |                   | Tercer lugar      |       |  |
|  | 29 de abril de 2022  | 29 de abril de 2022  |   | 1 de mayo de 2022 | 1 de mayo de 2022 |       |  |
|  | ACCS Futsal          | 2                    |   | ACCS Futsal       | 2                 |       |  |
|  | Sporting de Portugal | 6                    |   |                   | SL Benfica        | 5     |  |

### Semifinales
| 29 de abril de 2022, 18:00 | ACCS Futsal            | 2:6 (1:3) | Sporting de Portugal                                                       | Arena Riga, Riga                                   |                                                    |
|                            | Lutin 17' · Galmim 27' | Reporte   | 4' Esteban · 10' Tomás Paçó · 11' 29' Merlim · 24' Cavinato · 32' Cardinal | Árbitro(s): Ondřej Černý Gábor Kovács Vedran Babic | Árbitro(s): Ondřej Černý Gábor Kovács Vedran Babic |

| 29 de abril de 2022, 21:00 | SL Benfica                                                       | 4:5 (4:4,3:0) (t. s.) | FC Barcelona                                                    | Arena Riga, Riga                                       |                                                        |
|                            | Tayebi 1' · Vinicius Rocha 8' · Afonso Jesus 16' · Chishkala 37' | Reporte               | 21' Matheus Rodrigues · 30' Ferrao · 34' 37' Dyego · 49' Adolfo | Árbitro(s): Nicola Manzione Chiara Perona Nikola Jelić | Árbitro(s): Nicola Manzione Chiara Perona Nikola Jelić |

### 3º y 4º Puesto
| 1 de mayo de 2022, 15:00 | ACCS Futsal           | 2:5 (0:1) | SL Benfica                                                                       | Arena Riga, Riga                                      |                                                       |
|                          | Toure 32' · Lutin 36' | Reporte   | 19' Tayebi · 29' Rômulo · 32' Silvestre Ferreira · 38' Jacaré · 39' Rafael Henmi | Árbitro(s): Ondřej Černý Nicola Manzione Vedran Babic | Árbitro(s): Ondřej Černý Nicola Manzione Vedran Babic |

### Final
| 1 de mayo de 2022, 18:00 | FC Barcelona                                         | 4:0 (2:0) | Sporting de Portugal | Arena Riga, Riga                                   |                                                    |
|                          | Lozano 15' · Pito 18' · Ferrao 21' · Didac Plana 38' | Reporte   |                      | Árbitro(s): Nikola Jelić Vedran Babic Ondřej Černý | Árbitro(s): Nikola Jelić Vedran Babic Ondřej Černý |